# اچ‌ام‌سی‌اس بلویل (کی۳۳۲)
اچ‌ام‌سی‌اس بلویل (کی۳۳۲) (به انگلیسی: HMCS Belleville (K332)) یک کشتی بود که طول آن ۲۰۸ فوت (۶۳٫۴ متر) بود. این کشتی در سال ۱۹۴۴ ساخته شد.